# پاتبلی
پاتبلی (انگلیسی: Potbelly) شرکت رستوران‌های زنجیره‌ای آمریکایی است، که در سال ۱۹۷۷ تأسیس شد.